# Kahless
Kahless (ejtsd: Kélesz, klingonul: qeylIs), a "Felejthetetlen", a  Klingon Birodalom alapítója, a hagyomány szerint a valaha élt legnagyobb klingon harcos. 
A  Star Trek: The Original Series című televíziós sorozat harmadik évadának 22. részében tűnik fel élőben először, itt Robert Herron alakítja, majd másodszor, a  Star Trek: The Next Generation című sorozat hatodik évadának 23. részében láthattuk, ebben a részben Kevin Conway alakítja.

## Élete és a Klingon Birodalom alapítása
Kahless életútját több klingon népdal is megőrizte, cselekedeteire azonban ezek nagyrészt csak utalnak, illetve sejtetik azokat. 
Kahless a klingon anyabolygón, a Qo’noson (Kronosz) született, egy vidéki falu elöljárójának családjában, mintegy 1500 évvel ezelőtt. A bolygót akkoriban egy Molor (molar) nevű személy irányította, akire a későbbi illetve a fennmaradt klingon források is úgy hivatkoznak, hogy ő testesítette meg mindazt ami tökéletesen ellentétes azzal amit később Kahless képviselt, egyebek közt folyamatosan elnyomva és megosztva, tudatlanságban és szolgaságban tartotta a népet, hogy fenntartsa hatalmát. Emiatt később mindig neve mellé tűzték "a Zsarnok" jelzőt is.
Kahless már egészen kis korától fogva nagyon erőteljes jellem volt, mindig a saját és családja becsületét tartotta a legfontosabbnak, és mindenkivel ekképpen viselkedett. Idősebb korában összeveszett bátyjával apjuk halála miatt, illetve annak hagyatékán, ezért arra kényszerült, hogy elhagyja faluját. Utazása során Kahless megtapasztalta, hogy milyen körülmények között is élnek a klingonok. Nyomor, éhínség, korrupció, árulás és gyávaság. Kahless-t mélyen megrendítette népének helyzete, és tudta, hogy ezért csakis a zsarnok Molor a felelős. Elhatározta, hogy véget vet zsarnoki uralmának, és kivezeti a klingonokat a becstelenségből, a dicsőség és a becsület útjára, ezért olyanokat kezdett keresni akik hajlandóak ebben támogatni.
Kahless vándorlása során mindenütt a becsület és a harcosi erények fontosságát hirdette, kiállt az olyan klingonok mellett, akik tetteit a becsület vezette, emellett ő is leckéket kapott hűségből, áldozatvállalásból, bátorságból (pl.: a viharral magányosan harcoló klingon története). Útja során egy új jövő igéjét hirdette, ahol a klingonok büszkén, becsületben és dicsőségben élhetnek. E törekvésében számtalan követőre akadt, közülük is kiemelkedik azonban három: Ogath, Koloth és Tokaar, három legendás harcos, a sajátos klingon harcművészet megalapítói, ők képezték ki később Kahless katonáit. 
Kahless jelentős támogatottságra tett szert, oly nagyra, hogy az már érezhetően veszélyeztette Molor hatalmát. Ezért Molor elhatározta, hogy végez Kahless-el, de az megelőzte, és megtámadta Molor fővárosát. A 12 napon és 12 éjjelen át tartó csatában végül Kahless erői diadalmaskodtak, és bevették a várost, ám Molor elmenekült. Kahless a csata után felment a kriS'Tat vulkánhoz, belemerítette a lávába egy levágott hajfürtjét, majd az égő hajat a közeli tóban lehűtve és megformázva elkészítette az első bath'let-et, a Becsület Kardját.
Kahless az első bath'let elkészítése után Molor után indult, aki újabb hadsereget szervezett. Quv'Qul mezején vívták a döntő ütközetet, ahol Kahless párbajban a bath'let-tel megölte Molor-t, véget vetve ezzel a csatának. A harc végeztével Kahless kijelentette, hogy azon a napon egy új Birodalom született, melyben a harcosi erények a legfőbb értékek. 
Ekkor Ogath, Koloth és Tokar, háromszög alakban a földre helyezték d'k tagh-jaikat, a hűséget, az erőt és az áldozatkészséget jelképezve, és azt javasolták, hogy ez legyen az új birodalom jelképe. Azonban Kahles lehajolt a fegyverekhez, és a homokba rajzolt körrel összekötötte azokat, mondván: "Erő, hűség, és áldozat, melyet a becsület köre köt össze!" A mai napig ez a Klingon Birodalom jelképe.
Így alapította meg Kahless a Klingon Birodalmat, melynek ő lett az első császára. Eszméi, melyekben gyermekkora óta hitt, gyorsan elterjedtek a bolygón, és nem sokkal a birodalom alapítása után a klingon társadalom is azzá alakult amit ma is ismerünk. Azonban eszméi nem érhettek el mindenkihez, és ez lett Kahless végzete, mert egyik legközelebbi harcostársa féltékeny lett népszerűségére, és ezért megölte. Mielőtt Kahless meghalt, még megígérte, hogy egy nap majd visszatér, és addig a Sto'Vo'Kor-ban vár a dicsőséges halált halt harcosokra. Más legendák szerint egyszerűen "odébb állt", amikor látta, hogy véghez vitte amit akart.

## Jelleme, és hatása az utókorra
Kahless mind kortársaihoz, mind a későbbi korok klingonjaihoz képest, rendkívül művelt volt, jártas volt több tudományban, ismerte népe művészeteit, és mesterségeit. Gyermekkora óta gyakorolta a fegyverforgatást, idősebb korában ebben Ogath, Koloth és Tokaar is a segítségére voltak. Szilárdan hitt elveiben, melyeket vándorlása alatt sikerült olyan szintre kifejlesztenie, hogy azok egy társadalom és kultúra alapjául szolgálhattak. Kahless ezen "tanításai" a klingonok legszentebb eszméi, ezek a klingon "lét" alapjai. Számtalan harcban vett részt, hol párbajokban, hol véres csatákban bizonyította kiválóságát, és mindig győzedelmeskedett. Mivel ezt annak tudta be, hogy mindig becsületesen küzdött, ezért másfél évezrede a felnövő harcosnemzedékek, és így minden klingon példaképe.
Elmondható tehát, hogy azok a szokások, elvek, és törvények, melyek meghatározzák egy mai klingon minden mozdulatát, gondolkodását, szavait, azok mind Kahless-től származnak, az ő "álmán" alapszanak. Kiemelkedő jelentősége miatt kapta halála után a "Felejthetetlen" jelzőt, mivel ameddig éltek olyanok akik személyesen ismerték, mindig csak így, ezzel az egy szóval jellemezték őt.

## Kahless legendái és tanításai
- Az Ígéret története:

"Amikor Kahless egyesítette népünket (a klingonokat) és átadta a becsület törvényeit, látta hogy munkája bevégeztetett, így egy éjjel összeszedte holmiját és kiment a város határába, hogy ott búcsúzzon el. Az emberek sírtak, nem akarták elengedni őt. Aztán Kahless azt mondta:
- Klingonok vagytok, s ezért csak magatokra számíthattok. Én most elmegyek a Sto'Vo'Kor-ba, de megígérem, hogy egy nap visszajövök.
Aztán Kahless rámutatott egy csillagra az égen, és azt mondta:
- Ott keressetek, azon a fényes ponton!"
- Az első bath'let története:

"Felmentem a hegyekbe, egész végig a kriS'Tat vulkánig, ott levágtam egy hajfürtömet, és behajítottam a hegytetőről alázúduló megolvadt sziklafolyamba. A haj lángra kapott. Ekkor megmerítettem a luSor tó vizében és összefontam belőle EZT a kardot! És miután sikerült leterítenem vele Molor-t, elneveztem bath'let-nek, a Becsület Kardjának!" 
- A viharral szembeszálló harcos története:

"Réges rég egy hatalmas vihar közeledett qin'Lat ősi városa felé. Az emberek a falak mögött kerestek menedéket, egyetlen ember maradt a falakon kívül. Odamentem hozzá, és megkérdeztem: 
-Mit csinál?
-Én nem félek! -válaszolta- Én nem bújok el, nem rejtem az arcom kövek és agyag mögé! Kint maradok, szembeszállok a széllel, és megtanítom, hogy tiszteljen engem!
Elfogadtam a döntését és bementem. Másnap eljött a vihar, és a harcos meghalt. A szél nem tiszteli a bolondokat..."
- "Föláldozni a birodalmad egy győzelemért az nem dicsőség! És föladni egy csatát, hogy mentsd a néped, az nem vereség!"

- "A nagy vezetők soha nem akarják a hatalmat, azt mindig mások testálják rájuk!"